# Komunistyczna Partia Kenii
Komunistyczna Partia Kenii (ang. Communist Party of Kenya, CPK) – partia komunistyczna działająca w Kenii od 1992. Od 2022 jej liderem jest Kinuthia Ndung’u.

## Historia
Partia została założona w 1992 jako Partia Socjaldemokratyczna (SDP) przez Johnstone'a Makau.
W 1997 partia wystawiła w wyborach prezydenckich Charity Ngilu jako swoją kandydatkę. Zdobyła wówczas 488 600 głosów, co stanowiło wynik na poziomie 7,8%. Partia zdobyła także 15 miejsc w Zgromadzeniu Narodowym. Ngilu opuścił partię po wyborach, a w 2001 została zastąpiona na stanowisku przewodniczącego partii przez Jamesa Orengo. Wystąpił on jako kandydat partii w kolejnych wyborach na prezydenta w 2002, ale otrzymał zaledwie 24 524 głosów, czyli 0,4%; partia straciła również wszystkie 15 miejsc w Zgromadzeniu Narodowym. Wyborach powszechnych w 2007 jej udział w głosach zmniejszył się do wyniku 0,41%, w których wystawiła 24 kandydatów. Nie udało jej się również zdobyć mandatów w wyborach w 2013, otrzymując zaledwie 0,15% głosów z siedmioma kandydatami.
Partia przyjęła swoją obecną nazwę i program w 2019. 
W lutym 2022 partia wzbudziła w internecie pewne zainteresowanie, po tym, jak opublikowała rapową piosenkę nagraną przez młodych członków organizacji.